# Stemodia maritima
Stemodia maritima är en grobladsväxtart som beskrevs av Carl von Linné. Stemodia maritima ingår i släktet Stemodia och familjen grobladsväxter. Inga underarter finns listade i Catalogue of Life.